# Unione Sportiva Casertana 1974-1975
Questa voce raccoglie le informazioni riguardanti l'Unione Sportiva Casertana nelle competizioni ufficiali della stagione 1974-1975.

## Rosa
| N. |                   | Ruolo | Calciatore          |
| -- | ----------------- | ----- | ------------------- |
|    | Italia (bandiera) | D     | Enrico Alberti      |
|    | Italia (bandiera) | C     | Luigi Alpini        |
|    | Italia (bandiera) | C     | Aldo Bellan         |
|    | Italia (bandiera) | P     | Armando Buffon      |
|    | Italia (bandiera) | D     | Rocco Capasso       |
|    | Italia (bandiera) | P     | Giovanni Caropreso  |
|    | Italia (bandiera) | A     | Sandro Cerasoli     |
|    | Italia (bandiera) | A     | Giuseppe D'Agostino |
|    | Italia (bandiera) | D     | Raffaele D'Agostino |
|    | Italia (bandiera) | D     | Germano D'Antoni    |
|    | Italia (bandiera) | A     | Marco Fazzi         |
|    | Italia (bandiera) | C     | Bruno Govetto       |

| N. |                   | Ruolo | Calciatore         |
| -- | ----------------- | ----- | ------------------ |
|    | Italia (bandiera) | D     | Adriano Grava      |
|    | Italia (bandiera) | D     | Antonio Iazzetta   |
|    | Italia (bandiera) | A     | Giulio Martina     |
|    | Italia (bandiera) | C     | Paolo Paolettoni   |
|    | Italia (bandiera) | D     | Gino Pigozzi       |
|    | Italia (bandiera) | C     | Diego Pupo         |
|    | Italia (bandiera) | C     | Bruno Ranieri      |
|    | Italia (bandiera) | C     | Marcellino Recchia |
|    | Italia (bandiera) | A     | Massimo Righetti   |
|    | Italia (bandiera) | C     | Luciano Vatieri    |
|    | Italia (bandiera) | D     | Mario Zathila      |